# FN MAG

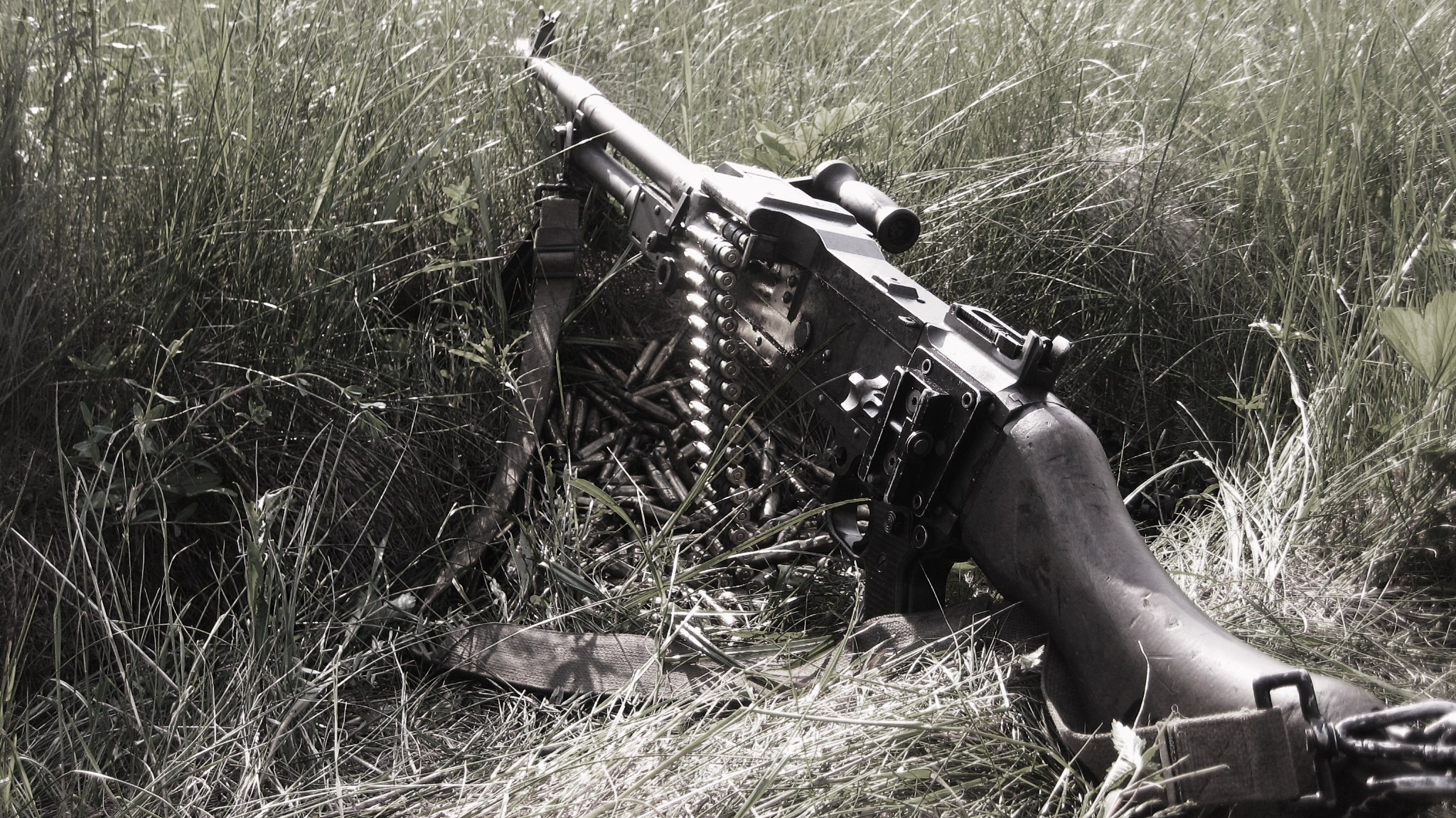
C6: модифікація MAG для ЗС Канади.

FN MAG (фр. Mitrailleuse d'Appui General — універсальний кулемет) — єдиний кулемет розроблений бельгійською фірмою FN (Fabrique Nationale), її провідним конструктором Ернестом Вервіером в 1958 році.
Призначений для ураження живої сили противника, його легкоброньованої техніки та транспорту, вогневої підтримки сухопутних сил.
MAG модифікації 60-20 — кулемет під патрон 7,62×51 мм НАТО з повітряним охолодженням, газовідвідною автоматикою, стрічковим живленням.
FN спочатку була створена для виконання великого державного замовлення бельгійського уряду на виробництво 150 тис. гвинтівок «Маузер» зразка 1889 року. Починаючи з 1898 року і протягом тривалого часу компанія тісно співпрацювала зі знаменитим американським винахідником вогнепальної зброї Джоном Браунінгом.
Єдиний кулемет MAG (Mitrailleuse A Gaz = кулемет з газовою автоматикою, або ж Mitrailleuse d'Appui

## Загальний опис
Кулемет FN MAG працює за принципом відводу частини порохових газів, має стрічкове живлення і швидкознімний ствол. Невелика вага дозволяє переносити його одній людині. З кулемета, встановленого на верстаті, можна вести безперервний інтенсивний вогонь.
Кулемет дуже швидко завоював практично світову популярність. Досить проста і надійна конструкція в поєднанні з гнучкістю застосування і адекватним боєприпасом забезпечили цьому кулемету місце в системі озброєнь понад 50 країн світу, включаючи саму Бельгію, Велику Британію, Австралію, Канаду, США, Швецію і багато інших країн.
До 1983 року в багато країн було продано не менше 150 000 кулеметів MAG. До цих країн належать Аргентина, Велика Британія, Індія, Іран, Кувейт, Лівія, Люксембург, Мексика, Нова Зеландія, Нідерланди, Перу, Швеція. ПАР, Танзанія, Уганда, Венесуела та ін.

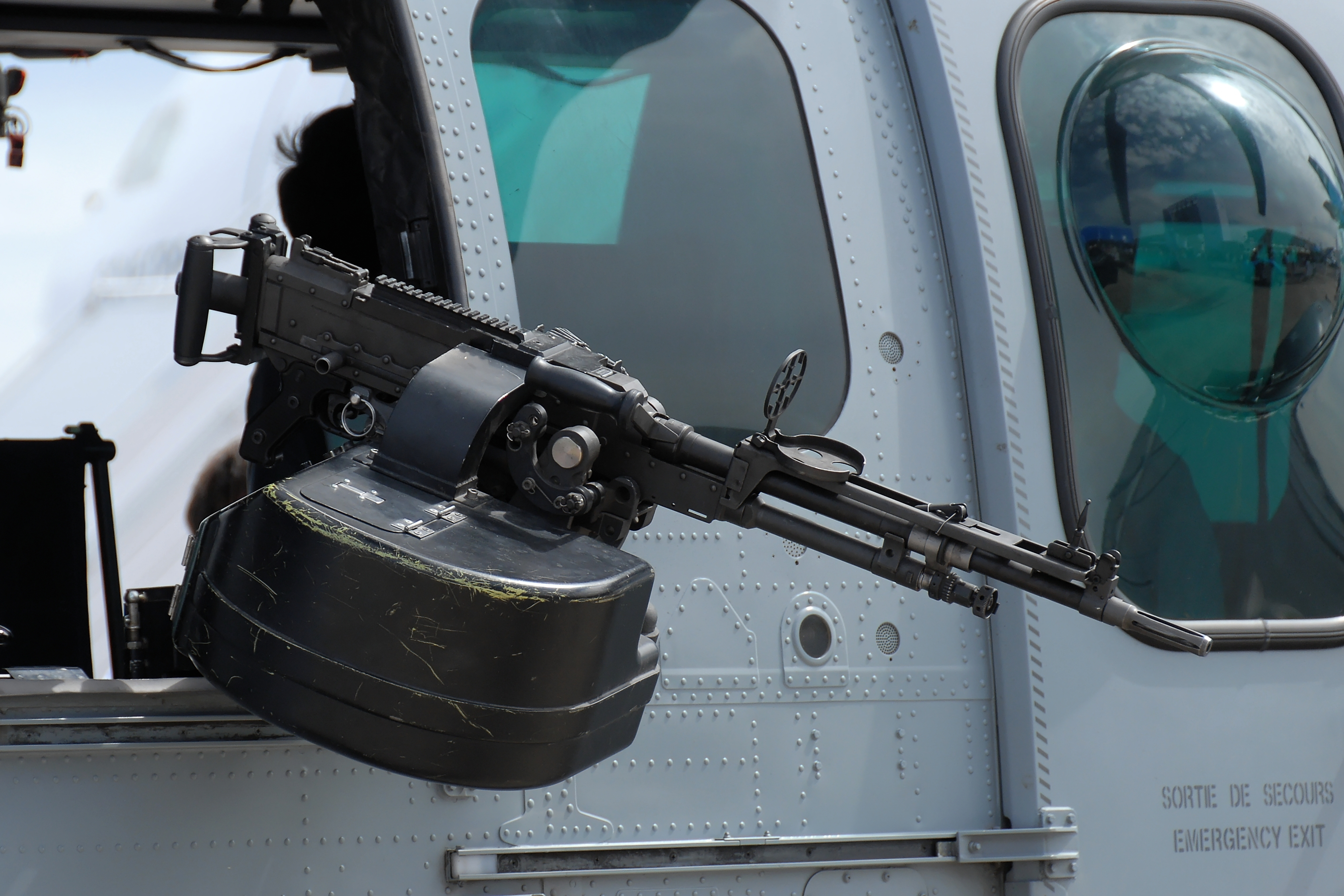
FN MAG, встановлений у дверях гелікоптера

Кулемет може використовуватися як зброя на техніці у варіанті з установкою на шворні, на турелі, у вежі, в тому числі — коаксіально з гарматою. Може встановлюватися на гелікоптерах.

## Конструкція
FN MAG побудований на основі газовідвідної автоматики, розробленої ще Джоном Браунінгом для своєї автоматичної гвинтівки BAR M1918, з тією тільки різницею, що вузол запирання у FN MAG перевернутий «догори ногами» щодо М1918, а магазинне живлення замінено на стрічкове, виконане за типом німецького кулемета MG-42. Газовідвідний вузол розташований під стволом і має газовий регулятор для управління темпом стрільби та адаптації до зовнішніх умов. Замикання здійснюється за допомогою спеціального хиткого важеля, встановленого на затворі і пов'язаного з штоком газового поршня. При замиканні важіль повертається вниз, входячи в зчеплення з упором на дні стволової коробки і тим самим підпираючи ззаду затвор.
Ствол кулемета швидкозмінний, на ньому встановлена ручка для перенесення, яка використовується при заміні гарячого ствола, а також полум'ягасник і мушка на високій підставці. Живлення здійснюється з металевої стрічки, подача патронів у патронник — пряма.
Кулемет у базовому варіанті комплектується пістолетним руків'ям зі спусковим гачком і прикладом (дерев'яним або пластиковим). На дні ствольної коробки, виконаної з сталевих деталей, є кріплення для установки кулемета на піхотні станки або техніку. На верхній частині ствольної коробки знаходиться відкритий приціл, на кулеметах останніх випусків також може встановлюватися планка типу Picatinny, що дозволяє ставити будь-які оптичні та нічні приціли з відповідними кріпленнями.

## Розрядження кулемета

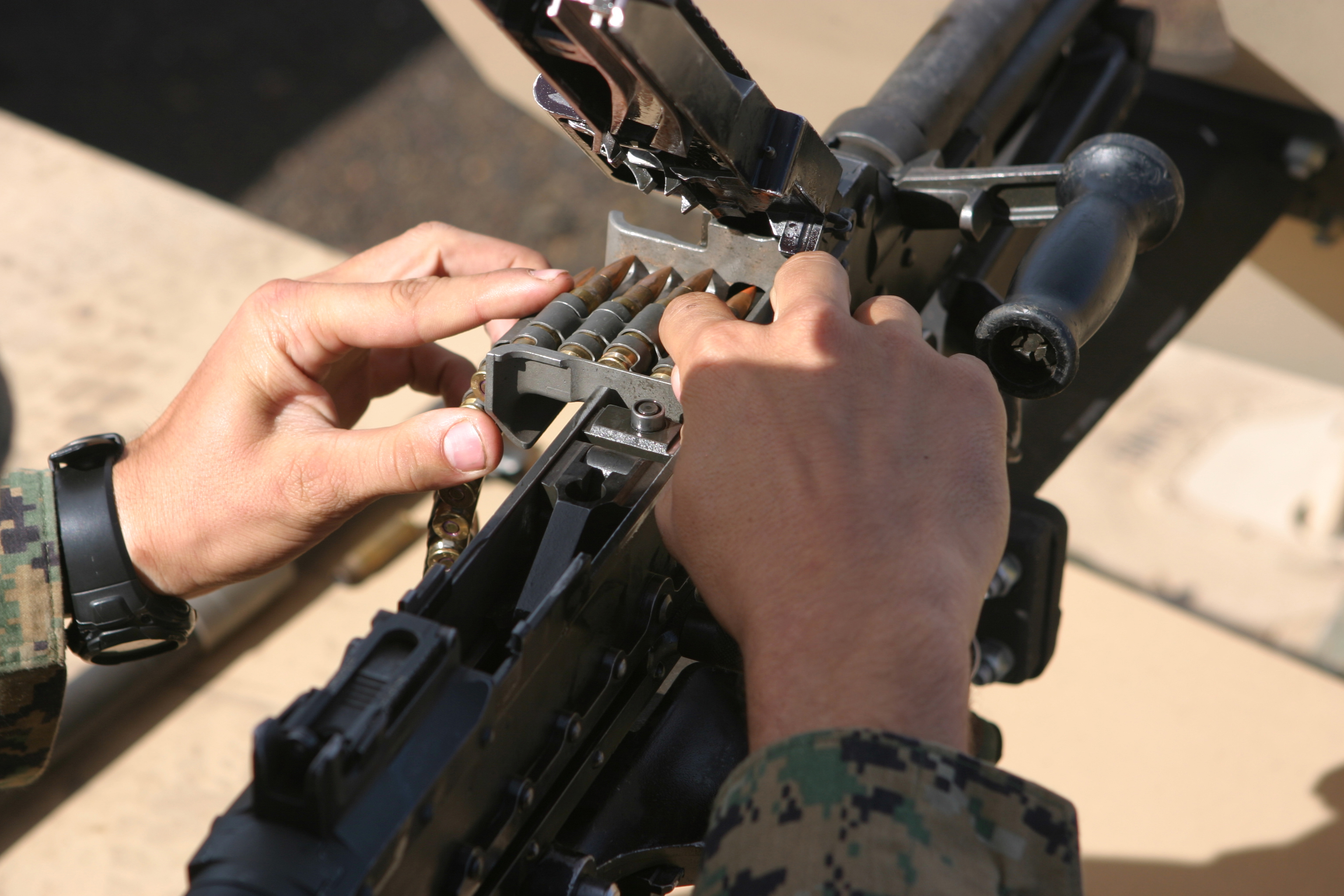

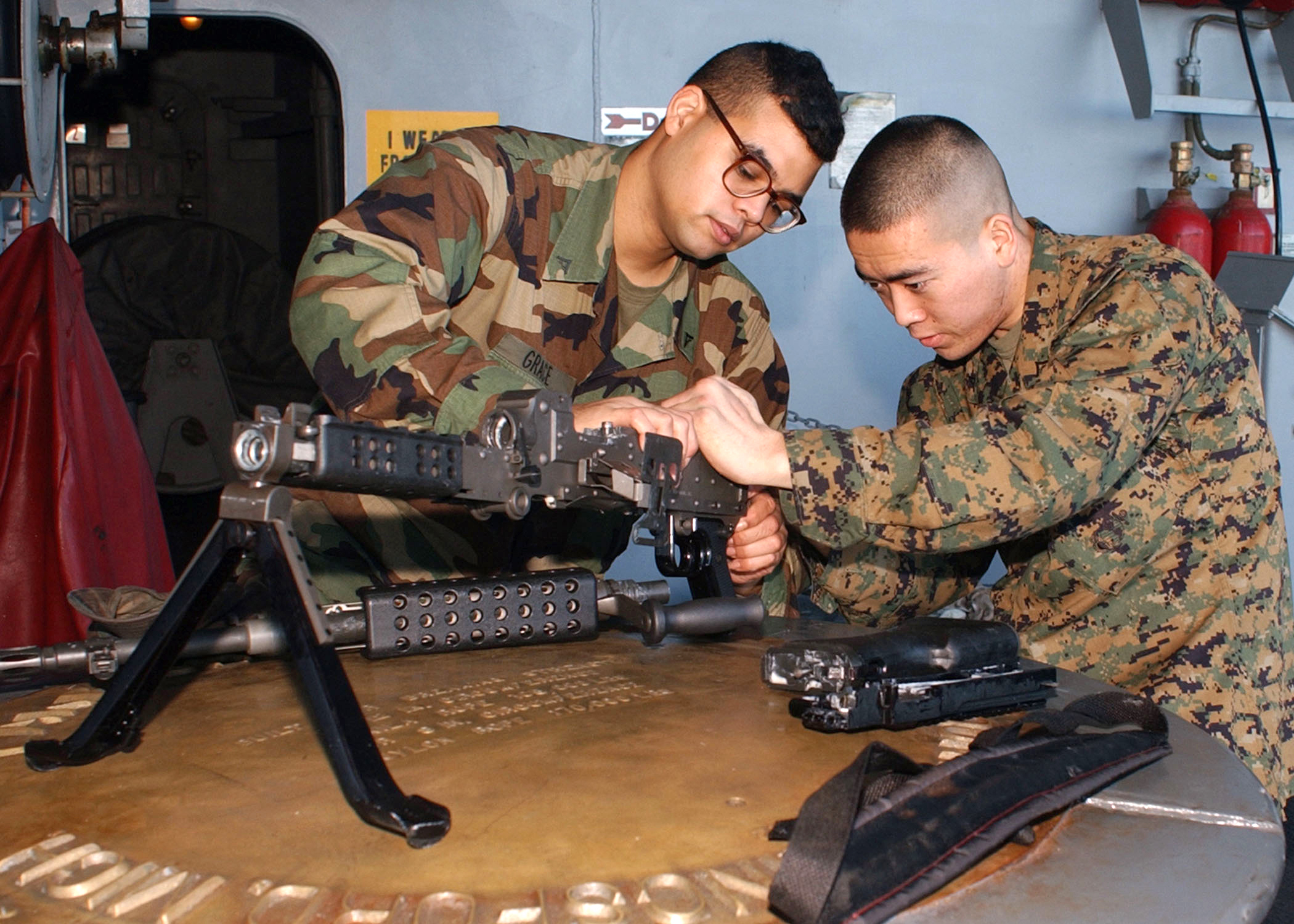

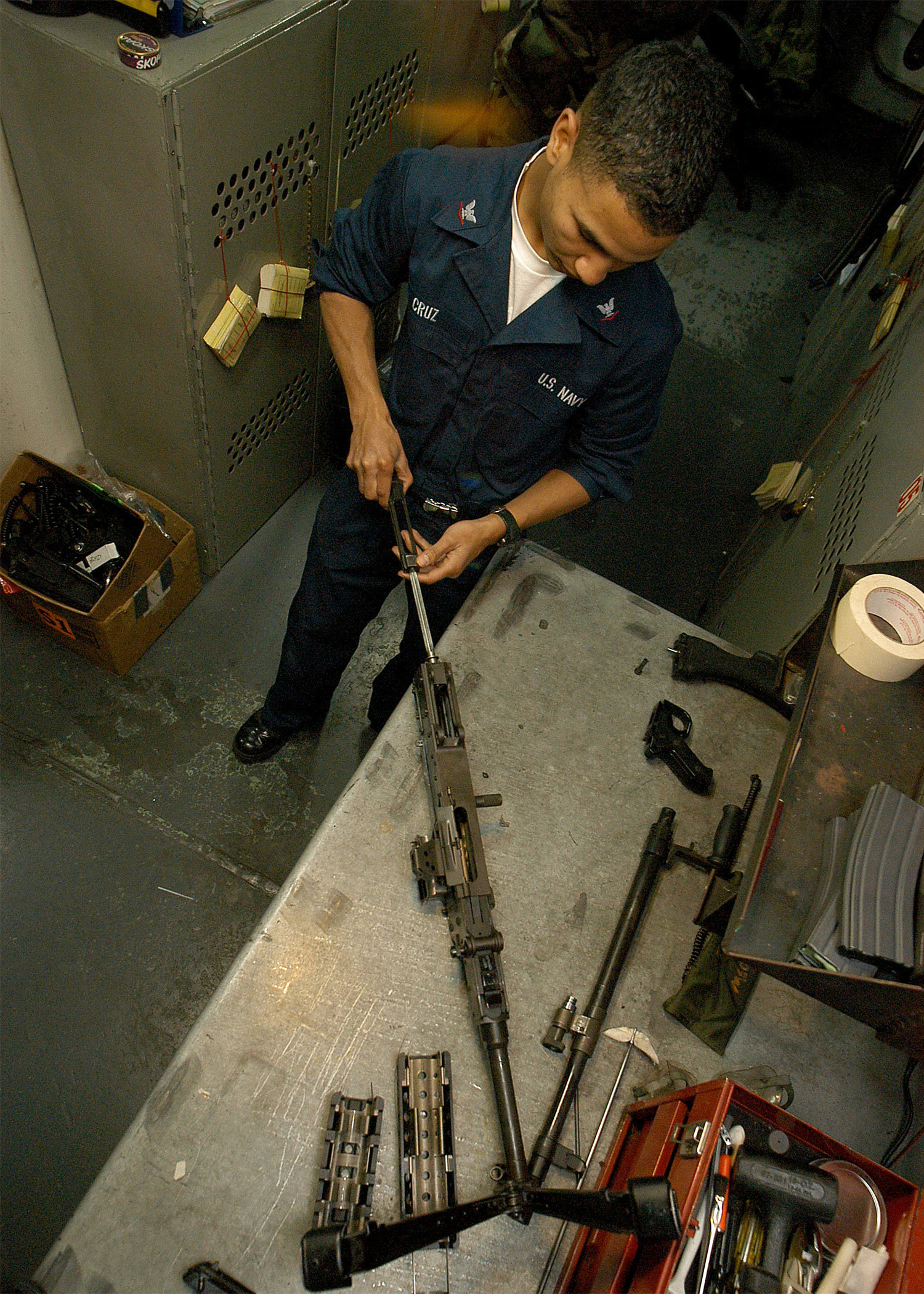

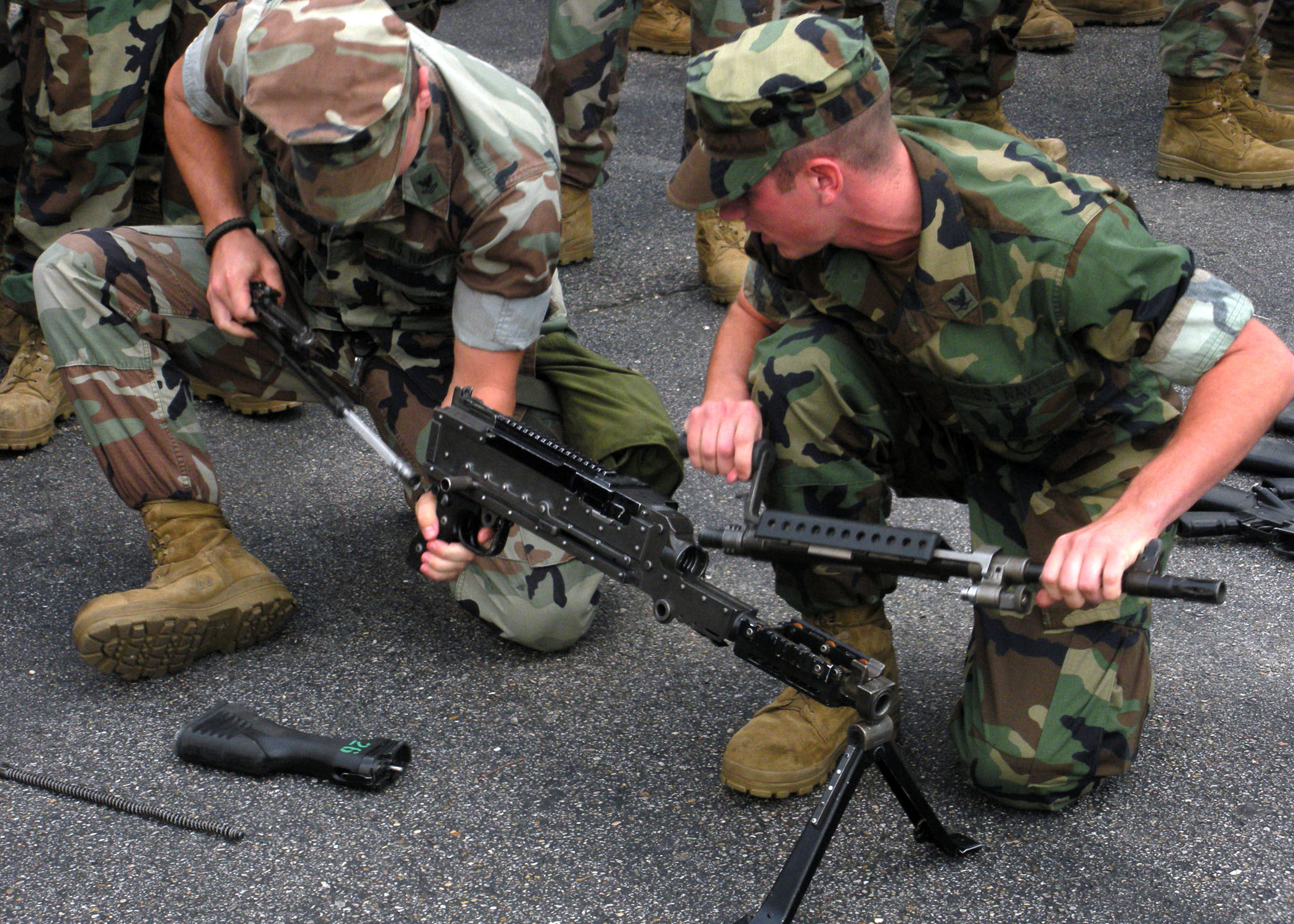

- Натиснути клямку попереду стійки прицілу і відкинути кришку приймача;
- Зняти стрічку, якщо вона є, оглянути напрямний паз і закрити кришку;
- Відвести назад руків'я, щоб витягти патрон з патронника;
- Утримуючи руків'я в задньому положенні, натиснути на спусковий гачок;
- Повернути руків'я в переднє положення.

Кулемет FN MAG випускається за ліцензією в Індії, Швеції, Великій Британії, Ірландії, США та інших країнах. Найбільшу кількість кулеметів FN MAG вироблено в США, де під маркою М240 він встановлюється на танки (М240Т), БМП (М240С), гелікоптери та БТР (М240Е1). Висока надійність кулемета привела до того, що армія США вибрала його для заміни свого кулемета М60 і прийняла на озброєння під маркою М240Е4.

## Модифікації
- М240B — полегшена модифікація MAG 58 (піхотна версія)(США).
- М240G — полегшена версія MAG 58 з кріпленням під оптичні приціли та прилади нічного бачення (США).
- MAG 58RH / М240C — подача патронів здійснюється з правого боку.
- MAG 58M / М240D — модифікація, застосовувана на вертольотах та іншій бойовій техніки (спусковий гачок замінений на гашетку).

### Британські модифікації
- L7A1 — кулемет FN MAG 60.20 T3 калібру 7,62×51 мм НАТО.
- L7A2 — модифікація L7A1; кулемет FN MAG 60.20 T6; покращений механізм подачі стрічки і кріплення для короба з стрічкою на 50 патронів.
- L8A1 — модифікація L7A1; Для установки в БТВТ. Приклад відсутній.
- L8A2 — модифікація L8A1; покращений механізм подачі стрічки.
- L19A1 — модифікація L7A1; з потужнішим та важчим стволом.
- L20A1 — модифікація L7A1; керується дистанційно.
- L20A2 — модифікація L20A1; покращений механізм подачі стрічки.
- L37A1 — модифікація L8A1; для установки в БТВТ. Є ручка і спусковий механізм, в комплекті з набором для використання кулемета поза БТВТ.
- L37A2 — модифікація L37A1; на основі L8A2.
- L43A1 — модифікація L7A1; для використання для пристрілювання зброї танка «Скорпіон».
- L44A1 — модифікація L20A1; для королівських ВМС.

## Бойове застосування
Під час російського вторгнення в Україну певна кількість кулеметів була передана ЗСУ бельгійською владою.